# Потье де Жевр, Леон
Леон Потье де Жевр (фр. Léon Potier de Gesvres; 16 августа 1656, Париж, королевство Франция — 12 ноября 1744, Версаль, королевство Франция) — французский кардинал. Дядя кардинала Этьен-Рене Потье де Жевр. Архиепископ Буржа с 30 августа 1694 по 5 марта 1729. Кардинал-священник с 29 ноября 1719.